# Windows 10 phiên bản 1607
Windows 10 Anniversary Update; còn được biết đến với số hiệu 1607 và tên mã "Redstone 1") là bản cập nhật đáng kể thứ hai của Windows 10 và cũng là bản cập nhật đầu tiên dưới tên mã "Redstone" (Tảng đá đỏ). Nó có số bản dựng là 10.0.14393. Giống như tên gọi, nó ra mắt vào dịp kỷ niệm tròn một năm ngày Windows 10 ra đời. Nó đã được trình làng 1 năm sau khi dự án "Redstone 1" được khởi động.
Ngày 16/12/2015, bản thử nghiệm đầu tiên của phiên bản 1607 ("Redstone 1") đã được trình làng. Bản xem trước cuối cùng của phiên bản này được trình làng cho các thành viên của chương trình Windows Insiders vào ngày 18/7/2016, trước khi nó ra mắt chính thức vào ngày 2/8 cùng năm. Bản Windows 10 1607 hỗ trợ cho những người dùng thuộc các Nhánh Hiện tại (CB), Nhánh Hiện tại cho Doanh nghiệp (CBB) và Nhánh Hỗ trợ Dài hạn (LTSB).

## Lịch sử phát triển
| Các preview version của Windows 10 version 1607 | Các preview version của Windows 10 version 1607               | Các preview version của Windows 10 version 1607 |
| Version                                         | Ngày phát hành                                                | Highlights |
| ----------------------------------------------- | ------------------------------------------------------------- | --- |
| 10.0.11082                                      | Fast ring: 16 tháng 12 năm 2015                               | |
| 10.0.11099                                      | Fast ring: 13 tháng 1 năm 2016                                | |
| 10.0.11102                                      | Fast ring: 21 tháng 1 năm 2016                                | - Tính năng Lịch sử được bổ sung cho Microsoft Edge |
| 10.0.14251                                      | Fast ring: 27 tháng 1 năm 2016                                | - Cải thiện Cortana |
| 10.0.14257                                      | Fast ring: 3 tháng 2 năm 2016                                 | - Foundation Work cho các tính năng mới |
| 10.0.14271                                      | Fast ring: 24 tháng 2 năm 2016                                | - Lấy ý kiến phản hồi (feedback) bây giờ là một phần tích hợp của Chương trình Nội bộ Windows (Windows Insider Program) |
| 10.0.14279                                      | Fast ring: 4 tháng 3 năm 2016                                 | - Bổ sung nhiều ngôn ngữ hơn cho Cortana - Ảnh nền màn hình đăng nhập giờ trùng với ảnh nền màn hình khóa. |
| 10.0.14291                                      | Fast ring: 17 tháng 3 năm 2016                                | - Cải thiện Microsoft Edge - Bổ sung các phần mở rộng (extension) cho Microsoft Edge - Bổ sung tính năng ghim thẻ cho Microsoft Edge - Bổ sung ứng dụng Feedback Hub |
| 10.0.14295                                      | Fast ring: 25 tháng 3 năm 2016 Slow ring: 30 tháng 3 năm 2016 | |
| 10.0.14316                                      | Fast ring: 6 tháng 4 năm 2016                                 | - Ubuntu Bash được thêm vào Command Prompt - Bổ sung ứng dụng Skype UWP Preview - Cải thiện Action Center - Cập nhật các biểu tượng nhắn tin (emoji) - Bổ sung chế độ nền tối cho các ứng dụng UWP (dark mode) - Bổ sung tính năng ghim cửa sổ vào các Desktop Ảo (Virtual Desktop) - Thiết kế lại màn hình cập nhật Windows - Cập nhật các cài đặt Windows Update |
| 10.0.14328                                      | Fast ring: 22 tháng 4 năm 2016                                | - Bổ sung không gian làm việc với bút cho Windows (Windows Ink Workspace) - Cải thiện menu Start - Danh sách All Apps ở toàn màn hình trong màn hình Start - Thêm Cortana vào màn hình khóa - Cập nhật các biểu tượng trong Action center - Thêm Cortana vào Action Center - Các nút Quick Action trong Action Center giờ có thể được thay đổi vị trí - Thêm Calendar vào đồng hồ ở thanh tác vụ - Đông hồ ở thanh tác vụ giờ có thể thấy được trên mọi màn hình hiển thị (đối với các máy tính có nhiều màn hình) - Các thiết đặt cho thanh tác vụ giờ đã được chuyển vào ứng dụng Settings - Bổ sung trình quản lý phát thiết bị (playback device manager) vào thanh tác vụ - Vuốt bốn ngón tay theo hướng ngang sẽ chuyển đổi qua lại giữa các màn hình (áp dụng đối với các precision touchpad) - Các địa chỉ email ở màn hình khóa bây giờ được ẩn đi - Bổ sung các nút điều khiển đa phương tiện vào màn hình khóa - Cập nhật biểu tượng của File Explorer |
| 10.0.14332                                      | Fast ring: 26 tháng 4 năm 2016                                | - Cải thiện Ubuntu Bash - Cải thiện Command Prompt |
| 10.0.14342                                      | Fast ring: 10 tháng 5 năm 2016                                | - Điều hướng theo cách vuốt được bổ sung vào Microsoft Edge - Cải thiện Ubuntu Bash - Cập nhật biểu tượng Windows Ink Workspace - Thiết kế lại hộp thoại User Account Control - Bấm nút chuột giữa sẽ xóa các thông báo ở Action Center - Cải thiện Feedback Hub |
| 10.0.14352                                      | Fast ring: 26 tháng 5 năm 2016                                | - Cải thiện Cortana - Cải thiện Windows Ink - Bổ sung lệnh phát nhạc và hẹn giờ vào Cortana - Bổ sung la bàn vào thước Windows Ink - Cập nhật biểu tượng File Explorer - Cải thiện việc triển khai phiên bản Windows Enterprise |
| 10.0.14361                                      | Fast ring: 8 tháng 6 năm 2016                                 | - Cải thiện Windows Ink - Thống nhất màu nền trong ứng dụng Settings - Cập nhật biểu tượng Blu-Ray và Network |
| 10.0.14366                                      | Fast ring: 14 tháng 6 năm 2016 Slow ring: 17 tháng 6 năm 2016 | - Phần mở rộng Office Online sẵn sàng cho Microsoft Edge |
| 10.0.14367                                      | Fast ring: 16 tháng 6 năm 2016 Slow ring: 21 tháng 6 năm 2016 | - Windows + F sẽ khởi động Feedback Hub - Bổ sung 23 ngôn ngữ cho việc nhận diện chữ viết tay |
| 10.0.14371                                      | Fast ring: 22 tháng 6 năm 2016                                | - Cải thiện việc kích hoạt Windows |
| 10.0.14372                                      | Fast ring: 23 tháng 6 năm 2016                                | - Bổ sung các phần mở rộng mới cho Microsoft Edge |
| 10.0.14376                                      | Fast ring: 28 tháng 6 năm 2016                                | |
| 10.0.14379                                      | Fast ring: 30 tháng 6 năm 2016                                | |
| 10.0.14383                                      | Fast ring: 7 tháng 7 năm 2016                                 | |
| 10.0.14385                                      | Fast ring: 9 tháng 7 năm 2016                                 | |
| 10.0.14388                                      | Fast ring: 12 tháng 7 năm 2016                                | |
| 10.0.14390                                      | Fast ring: 15 tháng 7 năm 2016                                | |
| Version                                         | Ngày phát hành                                                | Highlights |

| Các public version của Windows 10 version 1607 | Các public version của Windows 10 version 1607 | Các public version của Windows 10 version 1607                                                                                     | Các public version của Windows 10 version 1607             |
| Version                                        | Cơ sở                                          | Ngày phát hành | Highlights                                                 |
| ---------------------------------------------- | ---------------------------------------------- | --- | ---------------------------------------------------------- |
| 10.0.14393                                     |                                                | Fast ring: 18 tháng 6 năm 2016 Slow ring: 20 tháng 6 năm 2016 Release preview: 28 tháng 6 năm 2016                                 | - Cải thiện độ tin cậy của Start, Cortana và Action Center |
| 10.0.14393.10 Version 1607                     | KB3176929                                      | Fast ring: 2 tháng 8 năm 2016 Slow ring: 2 tháng 8 năm 2016 Release preview: 2 tháng 8 năm 2016 Public release: 2 tháng 8 năm 2016 |                                                            |
| 10.0.14393.51                                  | KB3176495                                      | Fast ring: 9 tháng 8 năm 2016 Slow ring: 9 tháng 8 năm 2016 Release preview: 9 tháng 8 năm 2016 Public release: 9 tháng 8 năm 2016 |                                                            |
| 10.0.14393.82                                  | KB3176934                                      | Slow ring: 23 tháng 8 năm 2016 Release preview: 23 tháng 8 năm 2016 Public release: 23 tháng 8 năm 2016                            |                                                            |
| 10.0.14393.105                                 | KB3176938                                      | Slow ring: 31 tháng 8 năm 2016 Release preview: 31 tháng 8 năm 2016 Public release: 31 tháng 8 năm 2016                            |                                                            |
| 10.0.14393.187                                 | KB3189866                                      | Slow ring: 13 tháng 9 năm 2016 Release preview: 13 tháng 9 năm 2016 Public release: 13 tháng 9 năm 2016                            |                                                            |
| 10.0.14393.189 * reissue                       | KB3193494                                      | Slow ring: 20 tháng 9 năm 2016 Release preview: 20 tháng 9 năm 2016 Public release: 20 tháng 9 năm 2016                            |                                                            |
| 10.0.14393.222                                 | KB3194496                                      | Slow ring: 29 tháng 9 năm 2016 Release preview: 29 tháng 9 năm 2016 Public release: 29 tháng 9 năm 2016                            |                                                            |
| 10.0.14393.321                                 | KB3194798                                      | Release preview: 11 tháng 10 năm 2016 Public release: 11 tháng 10 năm 2016                                                         |                                                            |
| 10.0.14393.351                                 | KB3197954                                      | Release preview: 27 tháng 10 năm 2016 Public release: 27 tháng 10 năm 2016                                                         |                                                            |
| 10.0.14393.447                                 | KB3200970                                      | Release preview: 8 tháng 11 năm 2016 Public release: 8 tháng 11 năm 2016                                                           |                                                            |
| 10.0.14393.479                                 | KB3201845                                      | Release preview: 9 tháng 12 năm 2016 Public release: 9 tháng 12 năm 2016                                                           |                                                            |
| 10.0.14393.576                                 | KB3206632                                      | Release preview: 13 tháng 12 năm 2016 Public release: 13 tháng 12 năm 2016                                                         |                                                            |
| 10.0.14393.693                                 | KB3213986                                      | Release preview: 10 tháng 1 năm 2017 Public release: 10 tháng 1 năm 2017                                                           |                                                            |
| 10.0.14393.726                                 | KB3216755                                      | Release preview: 26 tháng 1 năm 2017 Public release: 26 tháng 1 năm 2017                                                           |                                                            |
| 10.0.14393.729                                 | KB4010672                                      | Release preview: 30 tháng 1 năm 2017 Public release: 30 tháng 1 năm 2017                                                           |                                                            |
| 10.0.14393.953                                 | KB4013429                                      | Release preview: 14 tháng 3 năm 2017 Public release: 14 tháng 3 năm 2017                                                           |                                                            |
| 10.0.14393.969                                 | KB4015438                                      | Release preview: 30 tháng 3 năm 2017 Public release: 30 tháng 3 năm 2017                                                           |                                                            |
| 10.0.14393.970                                 | KB4016635                                      | Release preview: 22 tháng 3 năm 2017 Public release: 22 tháng 3 năm 2017                                                           |                                                            |
| 10.0.14393.1066                                | KB4015217                                      | Public release: 11 tháng 4 năm 2017                                                                                                |                                                            |
| 10.0.14393.1198                                | KB4019472                                      | Public release: 9 tháng 5 năm 2017                                                                                                 |                                                            |
| 10.0.14393.1230                                | KB4023680                                      | Public release: 26 tháng 5 năm 2017                                                                                                |                                                            |
| 10.0.14393.1358                                | KB4022715                                      | Public release: 13 tháng 6 năm 2017                                                                                                |                                                            |
| 10.0.14393.1378                                | KB4022723                                      | Public release: 27 tháng 6 năm 2017                                                                                                |                                                            |
| Version                                        | Cơ sở                                          | Ngày phát hành | Highlights                                                 |